# فيودور دياتشينكو
فيودور دياتشينكو هو لاعب كرة قدم روسي في مركز حراسة المرمى، ولد في 4 مايو 1988 في كراسنودار في روسيا. لعب مع سيبير نوفوسيبيريسك وموردوفيا سارانسك ونادي روستوف.